# Red vial de Argentina

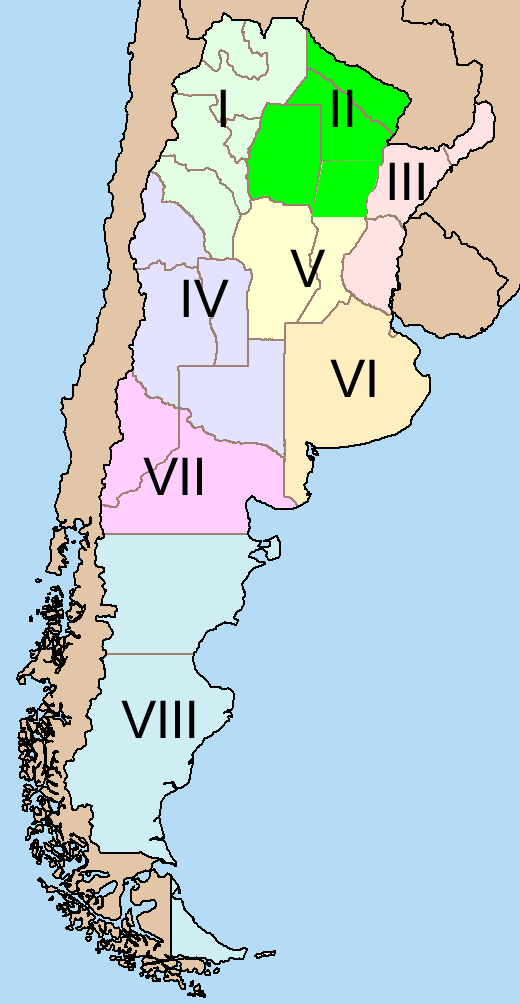
Regiones para la numeración de rutas nacionales

La red vial de Argentina se encuentra integrada por toda superficie terrestre, pública o privada, por donde circulan peatones y vehículos, la cual está señalizada bajo la jurisdicción de las autoridades nacionales, provinciales o municipales responsables de la aplicación de las leyes de tránsito argentino bajo la gestión de la Dirección Nacional de Vialidad.
En 2019, la red vial argentina poseía 436 825 km de carreteras, que se pueden desglosar según el material con que están hechas:

## Redes viales

#### Redes viales nacionales
- Caminos Pavimentados: 36 727 km
  - Calzada simple: 33 928 km
  - Autovías: 1 709 km
  - Autopistas: 1 090 km
- Caminos Mejorados: 2 387 km
- Caminos de Tierra: 824 km

#### Red Vial Provinciales
- Caminos pavimentados: 44 861 km
- Caminos Mejorados 39 234 km
- Caminos de tierra 114 194 km

#### Red vial terciara, caminos municipales y vecinales
Caminos municipales y vecinales: > 500.000 KM

##### Provincia de  Buenos Aires

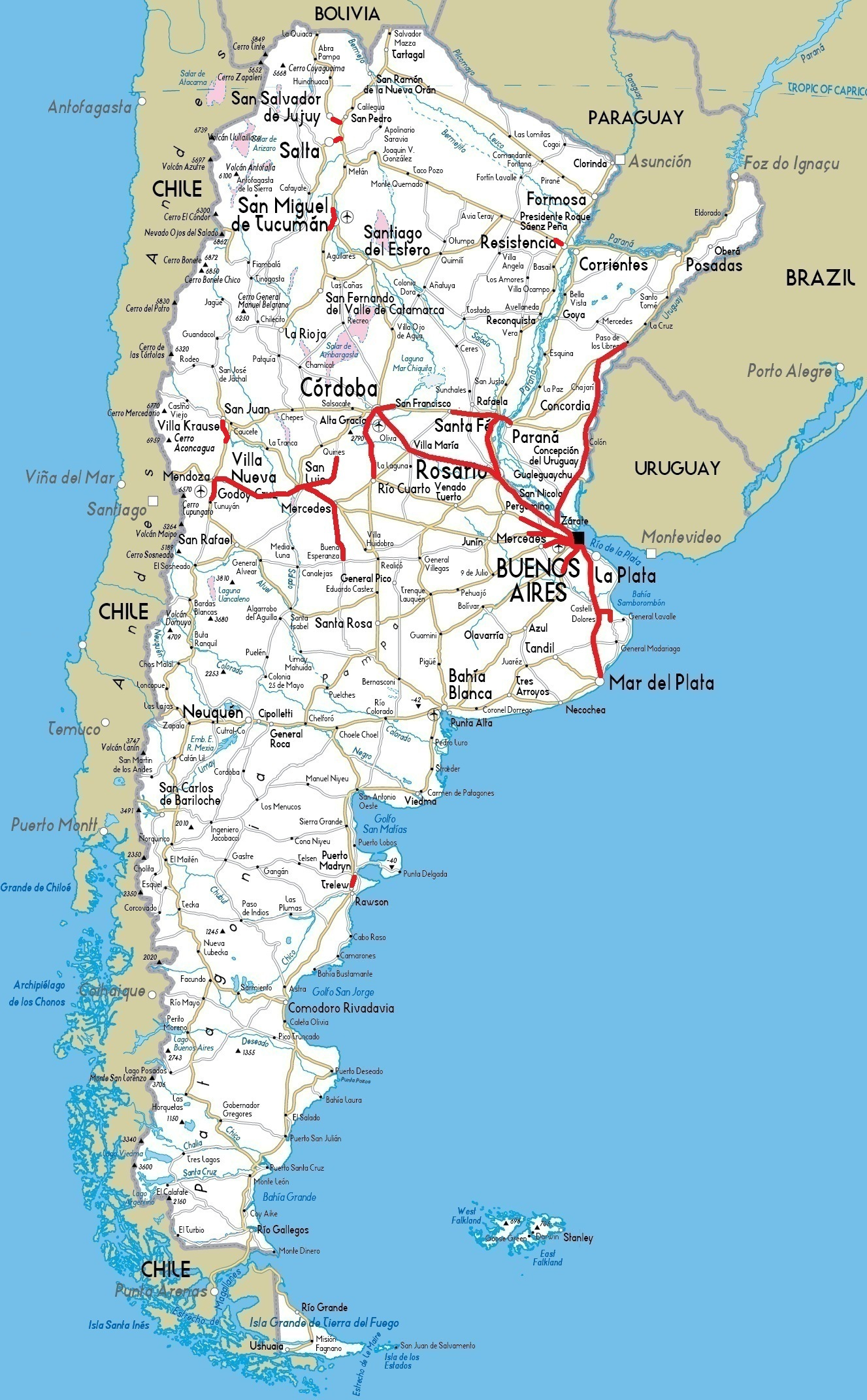
Carreteras duplicadas de Argentina, en rojo

- Caminos Provinciales de Tierra: 25.000 km
- Caminos Municipales de Tierra: 125.000 km (est)

Las carreteras argentinas se pueden desglosar según su jurisdicción:
- 40 332 km pertenecen a la red troncal primaria con jurisdicción nacional,[2]
- 198 289 km están gestionadas por la jurisdicción provincial,[3] y
- 500 000 km forman la red terciaria administrada por municipalidades o comunas.[3]

Se trata sin duda de una red compleja a la cual naturalmente se debe sumar la red ferroviaria con la cual se completa el sistema de transporte argentino.
El 75 % del tránsito vehicular se realiza por las carreteras pavimentadas; en el 95 % de la red vial circula un tránsito medio de 500 vehículos por día. Aproximadamente 5000 km de la red total son vías rápidas (autopistas y autovías) y por ella circulan más de 4500 vehículos por día.
La red vial nacional ha sido construida durante las últimas cinco décadas; en el año 1950 se contaba con aproximadamente 7000 km de caminos pavimentados y 7000 km de caminos mejorados, en general enripiados. Las redes provinciales, del total de 60 000 km de caminos pavimentados o mejorados, en la actualidad no menos de 85% han sido construidos en este período. Mediante el Decreto Nacional 1020 del año 2009, el OCCOVI (Órgano de Control de las Concesiones Viales) pasó a depender de la DNV (Dirección Nacional de Vialidad). Este organismo tenía facultades para supervisar el cumplimiento de los contratos de concesión de casi 10 000 km de caminos nacionales de alta densidad de tráfico.
Durante la administración del presidente Néstor Kirchner se lanzó un Plan Vial Nacional: desde 2003 hasta 2015 el Gobierno Nacional realizó una fuerte inversión en obras de infraestructura que permitió construir 1300 km de nuevas carreteras, pavimentar 4100 km de rutas nacionales, y cubrir con obras de mantenimiento la totalidad de la red vial nacional. Además, se llevó la cobertura de obras de mantenimiento a la totalidad de la red vial pavimentada, cuando en 2003 solo se alcanzaba a cubrir el 50 % de la misma. Gracias a estas inversiones, entre 2003 y 2015 se produjo un crecimiento del 130 % de la red vial argentina. En los últimos años del siglo pasado la Argentina dictó diversas normas orientadas al financiamiento vial, pero el financiamiento específico se consolidó a partir del año 1931, cuando se dispuso un aumento del 10 % sobre el precio minorista de las naftas, “por única vez”, con ese destino.
Un año más tarde se sancionó la Ley Nacional de Vialidad, por la cual se creó el Fondo Nacional de Vialidad, que incluyó la figura del financiamiento carretero con impuestos de suma fija sobre los combustibles y los lubricantes. Esta ley dio origen a la Dirección Nacional de Vialidad, que desde entonces es el organismo de la administración central encargado de proyectar, construir y conservar la red vial nacional.[cita requerida] En las primeras dos décadas de vigencia del Fondo se registraron intensas alteraciones en su funcionamiento: el impuesto del 15 % sobre el precio de venta de lubricantes no se aplicó hasta 1943, y los aportes del Tesoro Nacional fueron girados en forma errática y en niveles inferiores a los proyectados a ese fin. Esta situación obligó a incrementar el impuesto a los combustibles a fines de la década del treinta.
El Fondo Nacional de Vialidad fue recortado en diversas oportunidades en 1951 se sustituyó el porcentaje de participación de la DNV en el Fondo de Energía creado en 1948 por un impuesto fijo a los combustibles con cargo a dicho Fondo. En tanto, hacia fines de los cincuenta fue creado el Fondo Nacional Complementario de Vialidad, financiado por un impuesto a las cubiertas y a los vehículos cuyo peso superara las 12 toneladas. El objetivo de este Fondo Complementario era mejorar el servicio brindado en 15 000 kilómetros de caminos troncales en un lapso de diez años.
Al año 2006 la cantidad de rutas nacionales es de 118, a lo que hay que sumar algunas rutas complementarias. Al 30 de diciembre de 2005 la red estaba compuesta por 33.235 km de rutas pavimentadas, 3.577 km de ripio y 1500 de tierra. La denuncia fue presentada por Iguacel luego de una auditoría realizada en las primeras semanas de 2016 por dos ingenieros y un contador designado por Iguacel que determinó que los precios de las obras eran los de mercado, que la proporción de obras recibida por Austral Construcciones no denotaba anomalía alguna, ya que las empresas que ya operan en el distrito cuentan con ventaja respecto de otras empresas al no tener que trasladar maquinaria y personal por largos trayectos y que la tardanza y reajustes de precio en las obras era algo normal y que se debía a imprevistos que aparecían en el transcurso de la obra (aparición de caños petroleros o de gas o cables eléctricos o telefónicos, circunstancias climáticas o terrenos que no habían sido expropiados, etc.). La auditoría concluyó que la diferencia entre lo realizado y lo pagado era de solo el 0,1%. También los auditores destacaron que de haberse auditado la obra pública realizada en otras provincias se hubiera observado que al igual que en Santa Cruz, las empresas oriundas del distrito suelen concentrar la gran parte de la obra licitada. Durante el desarrollo del juicio oral y público a lo largo del año 2020 diversos testigos incluyendo a quienes auditaron la obra, ratificaron la inexistencia de irregularidades.
En 2016, el presidente Mauricio Macri (propietario de la mayoría de los peajes de la Argentina) decretó un aumento del 500 % en todos los peajes de rutas y autopistas nacionales.
La planificación y supervisión de la red vial argentina está bajo el control de la Dirección Nacional de Vialidad, Direcciones Provinciales de Vialidad, y otras entidades de control con fines específicos, como son el ECB (ente del conurbano bonaerense), la OCRABA (Organización de Control de la Red de Accesos a Buenos Aires), cuyas funciones se superponen parcialmente con las de la DNV (Dirección Nacional de Vialidad) y las DPV (Direcciones Provinciales de Vialidad)).
Considerando que Argentina posee una superficie continental de 2,8 millones de kilómetros cuadrados, se puede concluir que el país tiene una estructura vial subdesarrollada, lo cual se debe en parte a su escasa población, problema que se ve agravado por el hecho de la alta concentración demográfica en ciertas zonas.
La red de carreteras de Argentina se divide en carreteras troncales, secundarias y terciarias.
- Red de carreteras troncales. con una longitud de 40 332 km, son aquellas carreteras que tienen jurisdicción nacional. Constituyen parte de esta red las rutas nacionales, las autopistas y autovías concesionadas.
- Red de carreteras secundarias. cuya extensión es de 198 289 km, está formada por el conjunto de las carreteras de jurisdicción provincial. Forman parte de esta red la totalidad de las rutas provinciales argentinas.
- Red de carreteras terciarias. totalizan unos 500 000 km, está formada por el conjunto de las carreteras de titularidad municipal o comunal.

## Red vial troncal

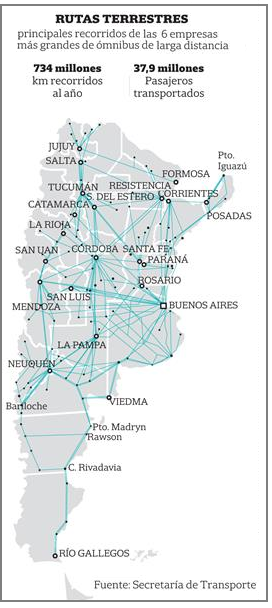
Principales rutas de conexión de líneas de ómnibus

La red vial troncal en Argentina conforma la infraestructura vial más importante y vital del país. Está conformada por el conjunto de las rutas nacionales cuya función en el sistema de transporte es de unir los grandes centros de producción y consumo y los puertos nacionales, que son la principal vía de ingreso y egreso de mercaderías del país.
La red de rutas nacionales, con una longitud de 40 000 km, son las carreteras de jurisdicción nacional y conforman la red troncal de carreteras. La cantidad de rutas nacionales es de 118, a la cual se suman las denominadas rutas complementarias. En 2005 la red estaba compuesta por 33 235 km de rutas pavimentadas, 3577 km de ripio y 1500 de tierra. Incluye 10 000 km de rutas que se han otorgado en concesión por peaje a empresas privadas, que son consorcios formados principalmente por empresas constructoras.
Ante la falta de capacidad financiera para mantener la red vial, desde la década de 1990, el Gobierno argentino decidió dar en concesión a operadores privados las rutas nacionales con mayor cantidad de tráfico, alrededor de 10 000 km de la red. Los tramos más transitados de dichas redes se agruparon en «corredores viales» que se ofrecieron en concesión mediante licitación pública.
Estos corredores viales, junto con los accesos a las ciudades de Buenos Aires y Córdoba suman poco más de 9000 km de las principales rutas nacionales, Autopistas y autovías provinciales.

## Red vial secundaria
La red de rutas provinciales conforma la red vial secundaria del país, la cual está constituida por 179 000 km de rutas y caminos de jurisdicción provincial. Cada provincia tiene una dirección provincial de vialidad, encargada del mantenimiento, ampliación y mejora de las rutas provinciales.
La Dirección Provincial de Vialidad de Buenos Aires, con sede en la ciudad de La Plata (capital de la provincia de Buenos Aires), tiene una jerarquía equivalente a la DNV (Dirección Nacional de Vialidad). La provincia de Buenos Aires, con 36 000 km de rutas provinciales, reúne más del 20% de la red secundaria del país, y con sus 9000 km de rutas pavimentadas concentra casi el 30% de toda la red secundaria asfaltada argentina.
Las vialidades provinciales se financian con recursos provenientes del tesoro nacional, con recursos propios, y con fondos provistos por entidades financieras internacionales.
Las partidas que el Tesoro Nacional asigna a construcción y mantenimiento vial se envía a la DNV (Dirección Nacional de Vialidad), que distribuye los fondos mediante un sistema de coparticipación federal, que incluye y pondera diversos criterios como:
- superficie de cada provincia
- número de habitantes
- longitud de la red vial de cada provincia
- fondos propios aportados por cada provincia para el mantenimiento vial

## Red vial terciaria
Está compuesta por caminos, calles y rutas que dependen de los municipios o comunas, los que en conjunto suman alrededor de 285 000 km, de los cuales 100 000 se encuentran en la provincia de Buenos Aires. Dadas las características de concentración demográfica que tiene el país, se diferencian dos tipos de municipios: los «urbanos» y los «rurales».
- «Municipios urbanos», entre ellos se encuentra el de la ciudad de Buenos Aires y los municipios aledaños, que conforman el Gran Buenos Aires la cual posee 3000 km de calles en una superficie de 200 km². Se destacan también las ciudades de Córdoba y Rosario. Siguiendo una política de descentralización, la Nación ha transferido a las provincias y a particulares la administración y el mantenimiento de algunas rutas, y las provincias, a su vez, han transferido el mantenimiento de rutas de jurisdicción provincial a los municipios.
- «Municipios rurales», se caracterizan por tener escasa población en un territorio muy amplio. Generalmente la mayoría de la población se encuentra en la cabecera del mismo. Los caminos rurales denominados «callejones», consisten solo en una compactación del suelo base, siendo mejorados en algunos casos con grava o algún tipo de estabilización.

A pesar de tener índices de tránsito muy bajos, los caminos rurales municipales tienen una importancia significativa para la vida económica del país, ya que ellos forman los vasos capilares a través de los cuales se envían a las grandes ciudades los productos agrícolas para consumo interno y exportación, lo cual ha llevado que el Gobierno Nacional intente recuperar 60 000 km de caminos naturales.

## Corredores bioceánicos

### Ruta interoceánica central
Este futuro corredor será una vía de comunicación interoceánica que conectará los puertos del Pacífico (Coquimbo, Chile) y del Atlántico (Porto Alegre, Brasil) pasando por la región centro de Argentina, por ciudades como Santa Fe y Córdoba, cuya última unidad urbana se trata del segundo centro terciario en importancia dentro de Argentina. Este corredor tendrá como principal componente los túneles en el fronterizo Paso del Agua Negra. Es un instrumento “físico-territorial” que agilizaría el comercio de los países del Cono Sur americano (Mercosur y Chile).

#### Principales ciudades que formarán parte en Brasil
- Porto Alegre
- São Gabriel
- Uruguayana

#### Principales ciudades que formarán parte en Argentina
- Paso de los Libres
- Corrientes
- Paraná
- Santa Fe
- San Francisco
- Córdoba
- Carlos Paz
- Chamical
- San José de Jáchal

#### Principales ciudades que formarán parte en Chile
- Vicuña
- La Serena
- Coquimbo

### Eje Mercosur Chile (IIRSA)[13]

#### Eje principal
Principales ciudades que formarán parte en Chile:
- Valdivia
- San Antonio
- Santiago de Chile

Principales ciudades que formarán parte en Argentina:
- Mendoza
- San Luis
- Buenos Aires

Principales ciudades que formarán parte en Uruguay:
- Colonia de Sacramento
- Montevideo
- Río Branco

Principales ciudades que formarán parte en Brasil:
- Porto Alegre
- Curitiba
- São Paulo
- Río de Janeiro

#### Eje secundario
Principales ciudades que formarán parte en Argentina:
- Zárate
- Paso de los Libres

Principales ciudades que formarán parte en Brasil:
- Uruguayana
- Porto Alegre

#### Eje terciario
Principales ciudades que formarán parte en Uruguay:
- Montevideo
- Rivera

Principales ciudades que formarán parte en Brasil:
- Rosario del Sud
- Santa Maria
- Passo Fundo
- Curitiba

### Corredor sur (IIRSA)[14]
Tendrá dos ramales:

#### Primer ramal
- Bahía Blanca
- Viedma
- San Carlos de Bariloche
- Paso Cardenal Samoré
- Osorno
- Valdivia

#### Segundo ramal
- Bahía Blanca
- Neuquén
- Zapala
- Paso Pino Hachado
- Concepción

## Historia de la red vial
El sistema vial argentino comenzó a desarrollarse a partir de los años 1930, cuando el ferrocarril, medio tradicional de transporte de mercaderías, comenzó a entrar en fase de declinación, cediendo terreno ante el transporte automotor. El diseño inicial de la red vial argentina tuvo forma exclusivamente radiocéntrica y centralizada convergiendo en la Región Pampeana, teniendo como eje principal la ciudad de Buenos Aires. En 1931, el país contaba con solo 2.000 km de carreteras de tránsito permanente.
El primer director de vialidad Nacional fue Juan Pistarini, quien fue responsable de una gran cantidad de proyectos viales y de infraestructura. Pistarini toma como modelo la vialidad estadounidense se consideraba un modelo a seguir por su capacidad para desarrollar caminos adaptados a los automóviles, acortando distancias entre ciudades y mejorando la circulación. En términos de organización. Entre sus obras más destacadas de Pistarini se encuentran la construcción de miles de kilómetros de rutas, el cambio de sentido de circulación vehicular a la derecha, y la construcción del Aeropuerto Internacional de Ezeiza y la autopista que lo conecta con la ciudad de Buenos Aires. Pistarini aglutinó a representantes regionales y sectoriales, involucrando a actores de los sectores de transporte y comunicaciones en su dirección,corredores este-oeste y norte-sur.
El Estado se centró en la construcción, conservación y mejoramiento de caminos, desarrollando un sistema vial nacional que conectara las capitales de provincia, centros de producción, puertos y estaciones de ferrocarril. Fue responsable de implementar el cambio al sistema de circulación por la derecha, que se implementó el 6 de junio de 1945.
De todas estas rutas, la más significativa es la ruta nacional 40, que, corriendo paralela a la cordillera de los Andes desde la provincia de Jujuy hasta la de Santa Cruz forma la columna vertebral del país.
Las redes primaria y secundaria se configuraron durante los años 1940 y bajo el amparo de contar con financiación propia, tuvieron épocas de expansión sostenida hasta mediados de los 1970. 
A medida que la situación financiera del Estado fue empeorando a lo largo de los años, los sucesivos gobiernos fueron apropiándose paulatinamente de los fondos destinados a construcción vial.
El desvío de los fondos viales de su finalidad original provocó el estancamiento de la red y su progresivo deterioro. Así, la red vial dejó de crecer en 1980.
El sistema vial entró en crisis a partir de 1989 con el advenimiento del entonces Presidente Carlos Menem,  decidió dar en concesión a operadores privados alrededor de 10 000 km de las redes primaria y secundaria, constituyendo un experimento inédito a nivel mundial.[cita requerida]
Los tramos más transitados de dichas redes se agruparon en «corredores viales» que se ofrecieron en concesión mediante licitación pública. Los concesionarios se hacen responsables del mantenimiento, ampliación y mejora de la red, y como contrapartida tienen derecho al cobro de un peaje con el cual financian dichas actividades, pagan los cánones al gobierno y generan beneficios. Dentro de sus obligaciones, los concesionarios se han comprometido a mantener las rutas dentro de ciertos parámetros llamados índices de estado, índice de serviciabilidad, índice de rugosidad e índice de fricción.